# Alexandre Frangioni

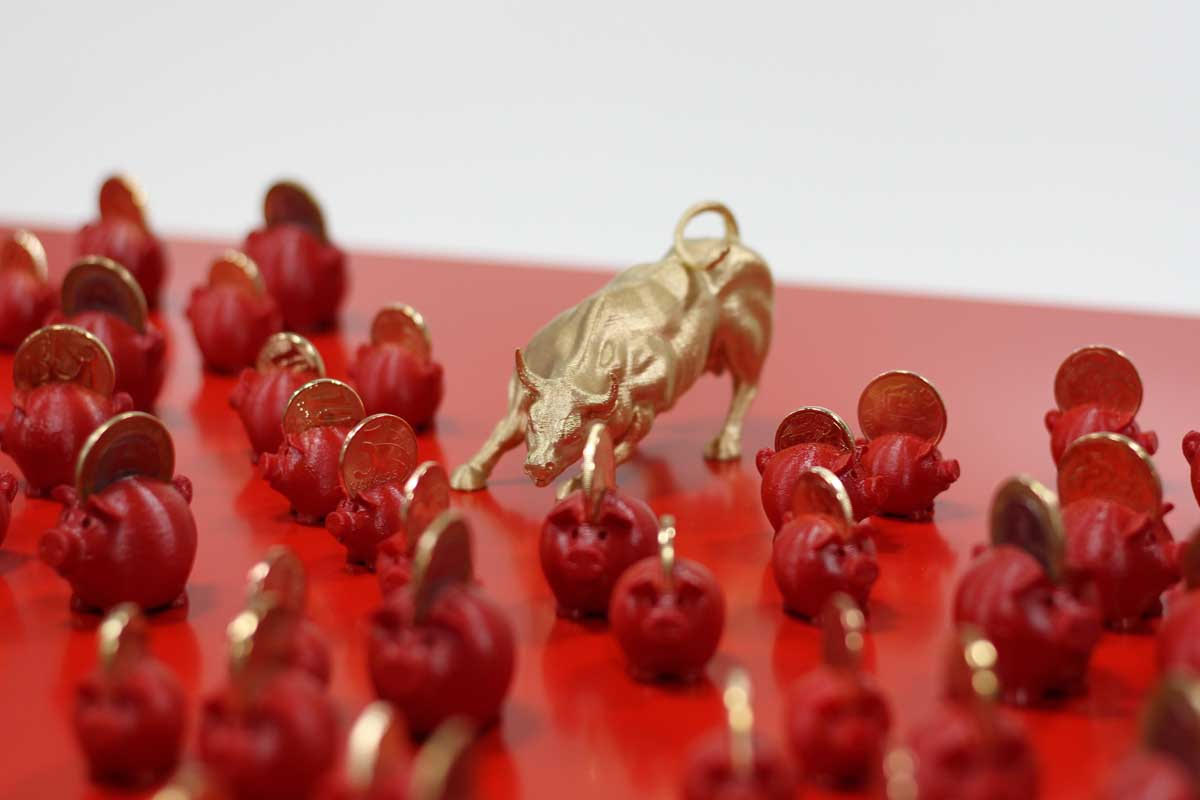
"Exodus II - Not everything that shines is gold ", 2019

Alexandre Frangioni (São Paulo, 1967) é um artista visual, vive e trabalha na cidade de São Paulo, Brasil. Em 1989, formou-se em Engenharia Química pela Universidade Presbiteriana Mackenzie (São Paulo/SP). Seguiu carreira profissional na indústria química no setor produtivo de insumos para a indústria farmacêutica. A partir de 2008, passou a conciliar suas atividades profissionais com o trabalho como artista. Em 2015 deixou de lado a profissão como Engenheiro para dedicar-se exclusivamente a sua pesquisa como artista plástico.

## Formalização e conceito artístico
Desde 2015 que Frangioni se dedica exclusivamente à sua pesquisa artística. No início, sua prática era focada nas técnicas mais formais, como a pintura a óleo, em obras bidimensionais que produzia de maneira mais intuitiva e espontânea. Suas telas geralmente traziam figuras do seu cotidiano e natureza morta, em composições que beiravam o abstracionismo. Já a fotografia, de alguma forma sempre fez parte da investigação do artista, seja como referência para objetos de estudo, seja como suporte, onde até hoje é utilizada para receber intervenções em pintura ou outras técnicas.
Seguindo um ritmo próprio de evolução, seus interesses voltaram-se gradualmente para os trabalhos tridimensionais, como instalações e projetos site specifics. Esses processos geralmente requerem um estudo aprofundado de materiais e suportes, além de artifícios tecnológicos e controle de qualidade na produção, critérios que aprendeu a desenvolver graças a sua experiência como Engenheiro. Um dos artifícios mais utilizados pelo artista é a utilização de objetos já existentes, ou mesmo a confecção dos mesmos, cujos significados individuais quando somados propõem efeitos estéticos que primam pela combinação de cores e volumes.
A poética artística de Alexandre Frangioni permeia questões relacionadas ao tempo e suas implicações na sociedade contemporânea. Temas como globalização, modelos políticos e sócio econômicos são recorrentes em seus trabalhos. Por meio de séries temáticas, por exemplo, Alexandre Frangioni constrói narrativas que são críticas ao sistema em que estamos inseridos, muitas vezes de maneira paradoxal, confrontando assuntos e formalizando questionamentos inerentes à sociedade. É comum identificar em sua pesquisa o choque entre diversos conceitos tradicionais, aqueles construídos pela humanidade ao longo da história. Para tanto, utiliza-se de símbolos específicos do imaginário coletivo globalizado, como moedas, bandeiras, selos, etc.
Atualmente, Alexandre Frangioni é representado pela Galerié Brésil, em São Paulo, SP, e Galeria Zilda Fraletti em Curitiba, PR. Em Nova York e Miami, EUA, é representado pela South Art Dealer.

## Exposições
2019.
- Exposição “Exodus”. Exposição individual pela South Art Dealer, curadoria de Carly Aguilera. Tribeca, Nova York, EUA 
- I Mostra di vida, Centro Brasileiro Britânico, São Paulo, SP, Brasil  
2018.
- “Memória e Engajamento”, Galerie Brésil, São Paulo, SP, Brasil
- “iMaterial”, Museu de Arte de Goiânia, Goiânia, GO, Brasil
- Exposição de inauguração do Instituto AMO – Arte em Movimento, São Paulo, SP, Brasil
- “3D”, Pinacoteca Municipal de São Caetano do Sul, São Caetano do Sul, SP, Brasil
- “Códigos”, Casa do Olhar Luiz Sacilotto, Santo André, SP, Brasil
2017.
- “Curto Circuito de Artes”, Casarão da Cultura de Rio Claro, Rio Claro, SP, Brasil 
- “Temporada de Exposições 2017”, Museu de Arte de Ribeirão Preto (MARP), Ribeirão Preto, SP, Brasil 
- “Brazil Generations”, Pinacoteca Benedito Calixto, Santos, SP, Brasil
- “O desejo do Outro”, Espaço Ophicina, São Paulo, SP, Brasil 
2016.
- “Moedas”, Museu de Arte Contemporânea de Jataí, Jataí, GO, Brasil 
- “Moedas”, Museu de Arte Contemporânea de Campo Grande (MARCO), Campo Grande, MS, Brasil 
- “#Prélocação Av. Europa 614”, São Paulo, SP, Brasil
2015.
- “Moedas”, Museu de Arte Contemporânea de Blumenau, Blumenau, SC, Brasil 
- 45.ª Chapel Art Show, São Paulo, SP, Brasil
- 13.º Salão de Arte de Jataí, Jataí, GO, Brasil
2012.
- 43a Chapel Art Show, São Paulo, SP, Brasil
2011.
- “Relações”, Emia Galeria, São Paulo, SP, Brasil
- 42a Chapel Art Show, São Paulo, SP, Brasil
2009.
- 60o Salão de Abril, Fortaleza, CE, Brasil 
- 41o Salão de Arte Contemporânea de Piracicaba, SP, Brasil  
- 40a Chapel Art Show, São Paulo, SP, Brasil 

2008.
- 39a Chapel Art Show, São Paulo, SP, Brasil

2007.
- 39o Salão de Arte Contemporânea de Piracicaba, SP, Brasil
- 38a Chapel Art Show, São Paulo, SP, Brasil

## Feiras
2020.
- Art Wynwood, Miami, EUA

2019.
- Context Art Miami, Miami, EUA
- Art NY, Nova York, EUA

2018.
- Scope Art Show, Miami, EUA 
- PARTE – Edição Hebraica, São Paulo, Brasil
- Scope Art Show, Nova York, EUA

2017.
- 46a Chapel Art Show, São Paulo, Brasil
- Pinta Miami, Miami, EUA
- Scope Art Show, Miami, EUA
- PARTE – Edição Hebraica, São Paulo, Brasil
- Buenos Aires Photo, Buenos Aires, Argentina
- PArC – Perú Arte Contemporáneo, Lima, Peru  

2016.
- Pinta Miami, Miami, EUA
- PARTE – Edição Hebraica, São Paulo, Brasil
- PARTE – Edição Cidade Jardim, São Paulo, Brasil

## Prêmios
2009.
- “Referência Especial do Júri”. 41o Salão de Arte Contemporânea de Piracicaba, Piracicaba, SP, Brasil.

## Coleções
- AAL – Arte Al Limite, Chile  [12]
- Coleção particular Renata Paula, Brasil
- Museu de Arte Contemporânea de Campo Grande (MARCO), MS, Brasil